# Para iz buduščego
Para iz buduščego (Пара из будущего) è un film del 2021 diretto da Aleksej Nužnyj.

## Trama
Il film è ambientato nel 2040. Una coppia sposata da 20 anni decide di divorziare, tuttavia il processo risulta essere troppo costoso. All'improvviso i due protagonisti vengono catapultati nel passato, esattamente nel giorno in cui il protagonista chiese la mano a sua moglie.